# Higashi-ōjima (metropolitana di Tokyo)
La stazione di Higashi-ōjima (東大島駅?, Higashi-ōjima-eki) è una stazione della metropolitana di Tokyo che si trova a Kōtō. La stazione è servita dalla linea Shinjuku della Toei.

## Struttura
La stazione è dotata di due marciapiedi laterali con due binari centrali. La stazione è realizzata su un ponte sul fiume Kyūnakagawa.
| 1 | Linea Shinjuku | per Bakuro-yokoyama, Shinjuku, Sasazuka,e Hashimoto |
| 2 | Linea Shinjuku | per Funabori e Motoyawata                           |

## Stazioni adiacenti
| «                    | Servizio       | »              |
| Linea Shinjuku       | Linea Shinjuku | Linea Shinjuku |
| -------------------- | -------------- | -------------- |
| Ōjima                | Locale         | Funabori       |
| L'Espresso non ferma |                |                |